# Willy Romélus
Willy Romélus (mit Taufnamen Joseph Willy Romélus; * 17. Januar 1931 in Arniquet; † 12. August 2025 ebenda) war ein haitianischer römisch-katholischer Geistlicher und Bischof von Jérémie in Haiti.

## Leben
Willy Romélus empfing am 13. Juli 1958 die Priesterweihe für das Bistum Les Cayes. Anschließend war er Kaplan in Anse-à-Veau, in Dame-Marie sowie in Jérémie und von 1965 bis 1977 Pfarrer in Latibolière. Er war Rektor des Gymnasiums Boisrond Tonnerre, und spielte auch eine wichtige Rolle bei der Gründung des Priesterseminars Notre-Dame du Perpétuel Secours in Grand'Anse.
Papst Paul VI. ernannte ihn am 26. April 1977 zum Bischof von Jérémie. Der Erzbischof von Port-au-Prince, François-Wolff Ligondé, spendete ihm am 26. Juni desselben Jahres die Bischofsweihe; Mitkonsekratoren waren Luigi Conti, Apostolischer Nuntius in Haiti, und Jean-Jacques Claudius Angénor, Bischof von Les Cayes.
Landesweit bekannt wurde Bischof Romélus, als er nach dem von General Raoul Cédras angeführten Putsch am 30. September 1991 öffentlich gegen die Verletzungen der Menschenrechte und weitere Verbrechen der Militärdiktatur protestierte.
Am 6. August 2009 nahm Papst Benedikt XVI. seinen altersbedingten Rücktritt an. Er starb nach langer Krankheit in seinem Privathaus in Arniquet im Alter von 95 Jahren.